# 虞云耀
虞云耀（1941年—），江苏丹阳人。中华人民共和国政治人物。

## 生平
毕业于清华大学水利工程系，后转入哈尔滨军事工程学院二系，此后供职于国防科技研究所等。1980年，进入中组部。1998年3月，第九届全国人大第一次会议上，他当选全国人民代表大会常务委员会委员。2002年，担任中央党校副校长。2008年，担任全国人大常委会委员、全国人大华侨委员会副主任委员（正部长级）、全国党建研究会会长。